# Сулейман Тихич
Сулейман Тихич (нар. 26 листопада 1951 — пом. 25 вересня 2014) — боснійський політик, лідер Партії демократичної дії (ПДД).

## Біографія
Тихич народився в місті Босанскі-Шамац у північній Боснії. Здобув освіту у Сараєвській правничій школі (Сараєвський університет). 1990 року став одним із засновників Партії демократичної дії.
13 жовтня 2001 року Тихич був обраний головою партії замість Алії Ізетбеговича. 5 жовтня 2002 року був обраний членом Президії Боснії і Герцеговини. Ще раз виграв вибори 2005 року.
Очолював Палату представників Боснії і Герцеговини з 14 листопада 2007 до 14 липня 2008 року.